# Romain Girouille
Romain Girouille (ur. 26 kwietnia 1988 w Saint-Doulchard) – francuski łucznik, dwukrotny wicemistrz świata, mistrz Europy. Startuje w konkurencji łuków klasycznych.
Jego największym osiągnięciem jest złoty medal mistrzostw Europy indywidualnie w Rovereto w 2010 roku. Rok wcześniej w Ulsan zdobył w drużynie srebrny medal mistrzostw świata. W 2008 roku startował w igrzyskach olimpijskich w Pekinie zajmując 35. miejsce.